# 茜拉
茜拉（1990年8月13日—），出生于马来西亚吉隆坡，馬來裔女歌手和作曲家，目前為Shilala (HK) Limited旗下的簽約藝人；是亚洲最受欢迎的当代女性录音艺术家之一、第一个突破中国音乐市场的马来语艺术家。父親是馬來西亞歌星ND Lala。在2007年，參加了「One in a Million」節目的第二季並取得了亞軍；翌年，勝出《亞洲新人歌手大賽》，成為冠軍。
2012年在東方衛視《聲動亞洲》的亞洲區總決賽中，茜拉憑藉獨特的個人魅力及大氣穩定的發揮，捧得標誌著最高榮譽的至尊之星獎杯，於2014年QQ音樂巔峰盛典被選為「華語四小天后」，與吉克雋逸、白安和泳兒齊名。

## 簡歷
茜拉承認，在當初進入演藝圈時會對攝影機產生恐懼和抗拒，令她在成為演員路上遇到挫折。
茜拉的爸爸是Amir Amzah（藝名ND Lala），是80年代在馬來西亞當紅的歌手。在家中的兄弟姐妹裡排行老大，下有兩個弟弟一個妹妹。
茜拉在八歲的時候開始練歌，但在當時，唱片公司不願承擔風險而栽培童星。所幸父親自資為她發行了第一張唱片，茜拉的實力令唱片公司老板們大開眼界，並願意給予茜拉機會。最終，茜拉與百代唱片簽訂合約，成為歌手。至2014年，她的歌曲多是馬來語，只有一首中文單曲，也逐漸在YouTube上走紅成為網絡歌手。
2014年2月，成為《我是歌手》第二季的競演歌手，因為普通話能力有限，由同是歌手出身的吉傑擔綱“經紀人”兼顧翻譯一職。此節目令她聲名大噪，微博粉絲暴漲30倍。3月8日，茜拉透露經常乘坐馬來西亞航空370號班機；在事故發生後，她以手繪素描的方式為失踪乘員聲援和祝福。2014年4月4日，茜拉在《我是歌手》总决赛上演唱韩国组合EXO-M的歌曲《MAMA》并进入决赛最后一轮。4月26日，茜拉在《快樂大本營》補唱《青藏高原》，因為在《我是歌手》突圍賽臨時改歌，最後沒有演唱。
2015年4月，茜拉的華語能力已可以應付媒體訪問，她透露會在年底在香港開演唱會，繼而進駐香港樂壇。10月30日, 茜拉在香港灣仔會議展覽中心舉行《茜拉真·炫色演唱會》，也是她首次在香港舉行演唱會。

## 專輯
| 年分   | 專輯名稱                                     | 類型     | 發行公司                         |
| ------ | -------------------------------------------- | -------- | -------------------------------- |
| 2000年 | 《Terima Kasih Guru》                        | 個人專輯 | ACE                              |
| 2005年 | 《Sha-hila》                                 | 個人專輯 | EMI                              |
| 2009年 | 《Bebaskan》                                 | 個人專輯 | Monkey Bone Records              |
| 2011年 | 《3 Suara》（與Ning Baizura和傑克琳·維克托） | 個人專輯 | 索尼音樂娛樂                     |
| 2013年 | 《Shila Amzah》                              | 個人專輯 | Shila Amzah Entertainment Berhad |
| 2016年 | 《心旅》                                     | 個人專輯 | 喜拿拿(香港)有限公司             |

## 參演節目

### 《聲動亞洲》亞洲決賽
於2012年參加由東方衛視聯合多個國家/地區電視台舉辦的大型跨地域歌唱比賽《聲動亞洲》，作為馬來西亞代表參與亞洲決賽：
- 第3期：《Set Fire to the Rain》，原唱：Adele
- 第4期：《Forever Love》，原唱：王力宏
- 總決賽
  - 第一輪：《Gemilang》，原唱：Jaclyn Victor
  - 第二輪：《Grenade》，原唱：Bruno Mars
  - 第三輪：《征服》，原唱：那英（總冠軍）

### 《我是歌手》第二季
於2014年參加由湖南衛視舉辦的《我是歌手 (第二季)》，第四輪與滿文軍以補位歌手之身分參加比賽：
- 第7期：《想你的夜》，原唱：關喆，作詞、作曲：關喆。
- 第8期：《最長的電影》，原唱：周杰倫，作詞、作曲：周杰倫。
- 第9期：《Listen》，原唱：碧昂絲，作詞、作曲：Henry Krieger、Scott Cutler、Anne Preven、Beyoncé Knowles。
- 第10期：《Forever Love》，原唱：王力宏，作詞：王力宏、十方、何啟宏、于景雯，作曲：王力宏。
- 突圍赛：《Rolling in the Deep》，原唱：愛黛兒，作詞、作曲：Adele、Paul Epworth。
- 半决赛：《洋葱》，原唱：杨宗纬，作詞、作曲：阿信。
- 總決賽第一輪：埃及王子主题歌《When You Believe》（茜拉+黄绮珊），原唱：Mariah Carey+Whitney Houston，作詞、作曲：Stephen Schwartz。
- 總決賽第二輪：《MAMA》，原唱：EXO-M，作詞：王雅君，作曲：Yoo, Young Jin。

### 《我們的歌》第六季
於2024年參加由東方衛視舉辦的《我們的歌 (第六季)》，作為E組歌手參與節目：
- 第9期：《To Love You More》，原唱：Celine Dion
- 第10期：
  - 《檸檬草的味道》，與彭佳慧合唱，原唱：蔡依林
  - 《Bring Me To Life》，與王赫野合唱，原唱：Evanescence（E組金曲）
- 金曲巔峰夜：
  - 《如果你也聽說+我最親愛的》，與張遠合唱，原唱：張惠妹
  - 《阿楚姑娘》，與劉宇寧合唱，原唱：梁凡（十大金曲、微博網友喜愛舞台）
- 好友嗨唱夜：

## 电视剧
- 《洛克王国魔法学院》第一季《神秘乐章》（共八集[13]）——茜拉娜娜

## 外部連結
- 官方网站
- Shila Amzah的Facebook專頁
- 茜拉的X（前Twitter）
- ShilaAmzah茜拉的新浪微博
- 茜拉的Instagram帳戶
- YouTube上的茜拉頻道
- 茜拉的MySpace主頁